# Throbbing Gristle
Throbbing Gristle – brytyjski awangardowy kolektyw muzyczny wykonujący industrial, utworzony w Londynie 3 września 1975 r. Jeden z najbardziej wpływowych zespołów z rejonu muzyki industrialnej, inspirował dużą liczbę muzyków tworzących ostrzejsze odmiany muzyki elektronicznej.

## Zamysł i pierwsza tura działalności
Zespół powstał na gruzach grupy performance COUM Transmissions, gdy do jej oryginalnych członków: Genesisa P-Orridge’a, Cosey Fanni-Tutti i Petera Christophersona dołączył Chris Carter.
Lewicująco-liberalne Throbbing Gristle powstało w wyniku głębokiego niezadowolenia i frustracji z powodu ówczesnego brytyjskiego establishmentu. Genesis P-Orridge nie krył złości wobec rządu pod kontrolą Margaret Thatcher. Kwartet regularnie prowokował brytyjskie społeczeństwo ironicznymi nawiązaniami do nazizmu, ściągając w ten sposób na siebie złą prasę. Wiele koncertów grupy przeszło do historii z uwagi na szokujące zachowania sceniczne zahaczające nieraz o pornografię. Grupa była przełomowa pod kątem użycia samplera, po raz pierwszy w historii muzyki żeniła hałaśliwe brzmienie syntezatora i basu z niepokojącymi nagraniami wypowiedzi ludzi z życia codziennego.
Kwatera główna Throbbing Gristle mieściła się w Hackney, wschodniej dzielnicy Londynu. Znajdowało się miejsce życia i pracy twórczej Genesisa i Cosey. Był to również adres pocztowy Industrial Records. Logiem wytwórni była czarno-biała fotografia o wysokim kontraście, przedstawiająca główny komin krematorium w Auschwitz.
Zespół rozwiązał się w roku 1981 z powodu rozpadu związku P-Orrigde’a z Tutti, a także w akcie dezaprobaty wobec komercjalizacji nurtu muzyki industrialnej. Jak to ujął P-Orridge w jednym z późniejszych wywiadów: W pewnej chwili każda osoba, która nie uśmiechała się, pozując do zdjęć, rozprawiała o seryjnych mordercach, nosiła mundury i tworzyła zgrzytliwą muzykę, uważała się za industrialną jednostkę.

## Reaktywacja
W 2004 roku grupa reaktywowała się. 16 maja odbył się występ w klubie London Astoria. W następnym roku zespół zapowiedział premierę nowej płyty Part Two: The Endless Not. Ostatecznie album został wydany 1 kwietnia 2007 roku.

## Dyskografia

### 1975–1981 (1993)
- The Second Annual Report, Industrial 1977, reedycja na CD Mute 1991 (TGCD2)
- United/Zyklon B Zombie (winylowy singel), Industrial 1977
- D.o.A. The Third and Final Report 1978, reedycja na CD Mute 1991 (TGCD3)
- We Hate You (Little Girls)/Five Knuckle Shuffle (winylowy singel 7'), Sordide Sentimental 1978
- 20 Jazz Funk Greats, Industrial 1979, reedycja na CD Mute 1991 (TGCD4)
- Heathen Earth: The live sound of T.G., Industrial 1980, reedycja na CD Mute 1991 (TGCD5)
- Mission of Dead Souls, album koncertowy, Fetish 1981, reedycja na CD Mute 1991 (TGCD6)
- TGCD1, Mute 1986
- Greatest Hits, Rough Trade US 1981, reedycja na CD Mute 1991 (TGCD7)
- Journey through a body, Mute 1993 (TGCD8)
- In the Shadow of the Sun, muzyka do filmu W cieniu słońca, Illuminated 1984, reedycja na CD Mute 1993 (TGCD9)
- Live volume 1, 1976–1978, Mute 1993 (TGCD10)
- Live volume 2, 1977–1978, Mute 1993 (TGCD11)
- Live volume 3, 1978–1979, Mute 1993 (TGCD12)
- Live volume 4, 1979–1980, Mute 1993 (TGCD13)

### 2002–obecnie
- TG24, Industrial/Mute 2002 (TGCD24, box-set 24 płyt CD z koncertami z lat 1976–1980)
- The taste of TG, Industrial/Mute 2004 the best of... (TGCD14)
- Mutant TG, remix album, Industrial/Novamute 2004
- TG+, Industrial/Mute 2004 (TGCD15, box-set 10 płyt CD z koncertami z lat 1980–1981)
- TG NOW, Industrial/Mute 2004 (RETG1CD, limitowana edycja)
- Live December 2004: A Souvenir of Camber Sands Industrial/Mute 2004 (TGCS1CD)
- Part Two – The Endless Not, Industrial/Mute 2007 (LTGCD16, dostępna także jako TGCD16 w edycji limitowanej z „podarunkiem totemicznym”)
- Desertshore Installation 12xCD, Industrial 2007
- Thirty Second Annual Report LP+CD, Industrial 2008
- The Third Mind Movements CD, Industrial 2009

### Wydawnictwa nieoficjalne
- Grief (biór materiałów radiowych z udziałem i dot. grupy)
- First Annual Report (album studyjny, którego wydanie wstrzymywano od 1975 do 2001)

## Filmografia
- TG Psychic Rally in Heaven (reżyseria: Derek Jarman)
- TG Live at Oundle School, VHS
- Recording Heathen Earth, VHS
- TGV – The video archive of Throbbing Gristle, 7xDVD